# Peurosaari
Peurosaari är en halvö i Finland. Den ligger i sjön Akonjärvi och i kommunen Pudasjärvi i den ekonomiska regionen  Oulunkaari  och landskapet Norra Österbotten, i den centrala delen av landet, 600 km norr om huvudstaden Helsingfors.